# فرودگاه بین‌المللی واتایی
فرودگاه بین‌المللی واتایی  (به انگلیسی: Wattay International Airport) (به زبان بومی: ສະໜາມບິນສາກົນວັດໄຕ) یک فرودگاه نظامی/همگانی  با کد یاتا VTE است که یک باند فرود آسفالت دارد و طول باند آن ۳۰۰۰ متر است. این فرودگاه در شهر  وینتیان کشور لائوس قرار دارد و در ارتفاع ۱۷۲ متری از سطح دریا واقع شده است.